# Alataspora samaroidea
Alataspora samaroidea is een microscopische parasiet uit de familie Alatasporidae. Alataspora samaroidea werd in 1979 beschreven door Shulman, Kovaljova & Dubina. 